# Albert 2. af Monaco
Fyrst Albert 2. af Monaco (Albert Alexandre Louis Pierre Grimaldi; født 14. marts 1958) er fyrste af Monaco siden 6. april 2005.
Fyrst Albert er søn af Fyrst Rainier 3. af Monaco og den amerikanske skuespillerinde Grace Kelly. Han er gift med Fyrstinde Charlene, med hvem han har to børn, Prinsesse Gabriella og Arveprins Jacques.

## Tidlige liv
Albert blev født i Fyrstepaladset i Monaco den 14. marts 1958 som andet barn og eneste søn af Fyrst Rainier 3. af Monaco og den amerikanske skuespillerinde Grace Kelly. Han er af irsk, britisk, amerikansk, tysk, fransk, belgisk og monegaskisk afstamning. Hans faddere var Dronning Victoria Eugenia af Spanien og Fyrst Louis de Polignac. Han gik i gymnasiet på Lycee Albert Premier i Monaco, hvorfra han blev student i 1976. I 1977 blev han som Albert Grimaldi indskrevet på Amherst College i Massachusetts, hvor han studerede statskundskab, økonomi, musik og engelsk litteratur.

## Ægteskab og børn
Fyrst Albert mødte den sydafrikanske svømmer Charlene Wittstock i år 2000 ved Marenostrum International Swimming Meet i Monaco, som han præsiderede over.. Parret optrådt offentligt sammen siden åbningsceremonien ved Vinter-OL 2006 og forlovede sig den 23. juni 2010. Brylluppet fandt sted den 1. juli 2011.
Sidst i maj 2014 blev det meddelt, at fyrst Albert og fyrstinde Charlene ventede deres første børn, tvillinger. Charlene fødte to sunde og raske børn den 10. december 2014, en datter ved navn Gabriella og en søn, Jacques. Selvom Gabriella er 7 minutter ældre end sin tvillingebror, er Jacques arveprins og vil arve tronen efter deres faders død.
Albert har endvidere erkendt at have i det mindste to børn født uden for ægteskab.